# Urodonta infuscata
Urodonta infuscata är en fjärilsart som beskrevs av Matsumura 1922. Urodonta infuscata ingår i släktet Urodonta och familjen tandspinnare. Inga underarter finns listade i Catalogue of Life.